# Убийство в соборе (мультфильм, 2020)
«Убийство в соборе» (хорв. Umorstvo u katedrali) — хорватский короткометражный мультфильм 2020 года Матии Писачич и Тврко Располича, снятый компаниями Kinematograf и Papa Films. Сценарий, представляющий собой ЛГБТ-пародию на рассказы о Шерлоке Холмсе, был написан Ясной Жмак на основе книги Мимы Симич.

## Разработка
Сборник рассказов Мимы Симич, «Приключения Глории Скотт» (хорв. Pustolovine Glorije Scott), давно планировался экранизироваться хорватскими мультипликаторами. Наиболее активно разрабатывала этот проект аниматор Магда Дулчич, которой, однако, не удалось найти средства на его реализацию. В итоге, продюсер Дияна Младенович предложила его Матии Писачич, у которой был оригинальный сценарий, основанный на персонаже. Мультфильм был снят в традиционном двумерном формате, но с включением 3D-элементов. Его съёмки начались в 2009 году.

## Сюжет
Действие мультфильма происходит в викторианском Лондоне, в котором детектив-любитель Глория Скотт (имя взято по названию одного из рассказов Артура Конан Дойля — это было название барка) расследует преступления вместе со своей подругой Мэри. Они начинают расследование убийства известного историка, которое произошло перед дверью их собственного дома и приводит их в Вестминстерский собор. Короткометражка заканчивается фразой «Глория Скотт не вернётся».

## Приём
В 2020 году мультфильм вошёл в шорт-лист самого престижного в мире анимации фестиваля в Анси. Издание Variety включило его в число наиболее ярких событий смотра. Стив Хендерсон из Skwigly охарактеризовал короткометражку как «чудесный карикатурный мир» и многообещающий по стилю и юмору, но вместе с тем отметил и отталкивающий чрезвычайно глупый образ главной героини. В Arthousestreet заявили, что этот короткометражный мультфильм легко может стать пилотом целого сериала, определив его как весёлую пародию. На Comic Book Resources «Убийство в соборе» было включено в десятку лучших короткометражных мультфильмов на фестивале в Анси и охарактеризовали его как грубо нелепый и великолепный на вид. Наама Рак, пишущая для Международной федерации кинопрессы, описала его как «очень странное произведение» с «очень глупым юмором и большим количеством наготы».